# Wyatt-Verschwörung

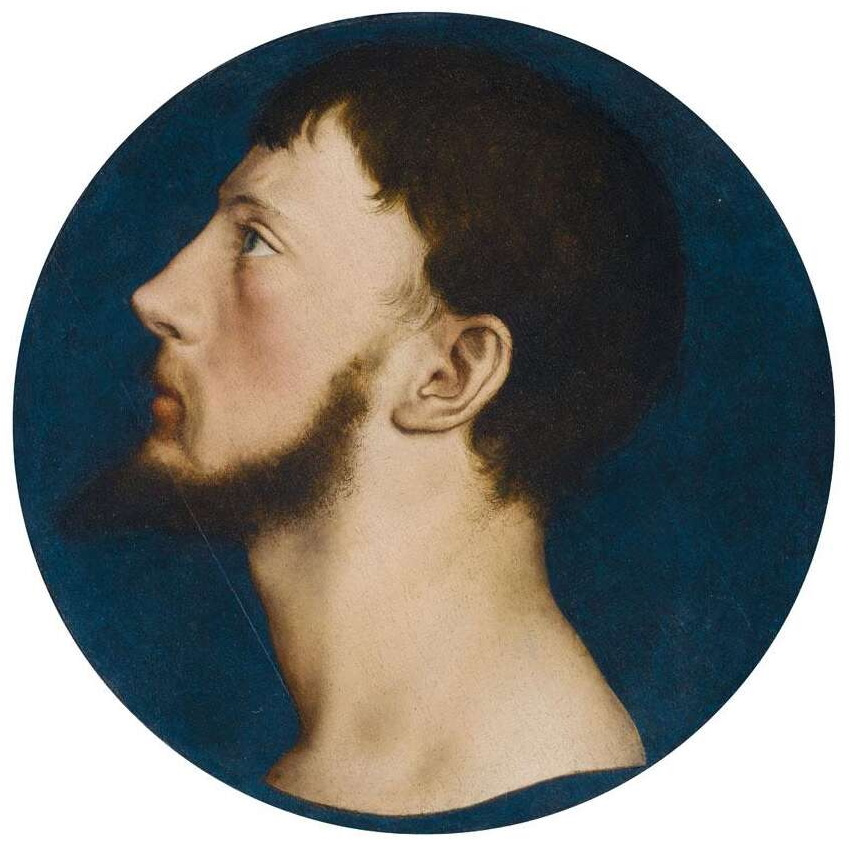
Thomas Wyatt, gemalt von Hans Holbein dem Jüngeren (etwa 1540)

Als in England 1554 die Pläne der Englischen Königin Maria I. zur Heirat mit dem Spanier Philipp II. von Spanien bekannt wurden, kam es in London zur so genannten Wyatt-Verschwörung.
Diese Verschwörung wurde nach ihrem Anführer Thomas Wyatt benannt.
Philipp II. stieß bei den Engländern auf große Ablehnung. Sie fürchteten einen zu starken spanischen Einfluss in England. Thomas Wyatt wollte die frühere Königin Jane Grey, die zu dieser Zeit im Tower inhaftiert war, wieder einsetzen oder Heinrichs des Achten jüngere Tochter Elisabeth mit Edward Courtenay, 1. Earl of Devon verheiraten, um diesen an Stelle Marias auf den Thron zu erheben. Thomas Wyatt versammelte eine Streitmacht von 3000 Männern, um gegen die Königin zu kämpfen. Die königliche Armee besiegte Wyatts Truppen erst vor den Toren Londons, und der Aufstand wurde niedergeschlagen. Durch Folter brachte man Wyatt dazu, gegen Marias Halbschwester Elisabeth auszusagen. Angesichts des Todesurteils gegen ihn widerrief Thomas Wyatt auf dem Schafott jede Beteiligung Elisabeths am Komplott, und man musste sie aus dem Tower entlassen. Thomas Wyatt wurde am 11. April 1554 geköpft und seine Familie enteignet.
Als Elisabeth I. 1558 Königin wurde, machte sie die Entscheidungen Marias rückgängig, und Wyatts Nachkommen erhielten Titel und Land zurück.